# Urera domingensis
Urera domingensis är en nässelväxtart som beskrevs av Ignatz Urban. Urera domingensis ingår i släktet Urera och familjen nässelväxter. Inga underarter finns listade i Catalogue of Life.